# Stéphanie Foretz
Stéphanie Foretz (* 3. Mai 1981 in Issy-les-Moulineaux) ist eine ehemalige französische Tennisspielerin.

## Karriere
Stéphanie Foretz begann im Alter von acht Jahren mit dem Tennissport. Ihr bevorzugter Belag war der Hartplatz. Ab Ende 1997 trat sie auf ITF-Turnieren an. 1999 stand sie bei den French Open erstmals im Hauptfeld eines Grand-Slam-Turniers, kam jedoch sowohl im Einzel als auch im Doppel nicht über die erste Runde hinaus. Ihr herausragendes Resultat war der Einzug ins Viertelfinale der Doppelkonkurrenz der US Open im Jahr 2007 zusammen mit Jaroslawa Schwedowa.
Insgesamt gewann Foretz neun Einzel- und 16 Doppeltitel auf dem ITF Women’s Circuit.
Für die französische Fed-Cup-Mannschaft kam sie in zwei Begegnungen (2002, 2012) zum Einsatz.

## Persönliches
2010 heiratete sie Benoit Gacon, der vorübergehend auch ihr Trainer war, und ging fortan als Stéphanie Foretz-Gacon an den Start. Nach der Scheidung 2014 bestritt sie die Wettkämpfe bis zu ihrem Karriereende im September 2016 wieder unter ihrem Geburtsnamen.

## Turniersiege

### Einzel
| Nr. | Datum            | Turnier        | Kategorie   | Belag             | Finalgegnerin         | Ergebnis         |
| --- | ---------------- | -------------- | ----------- | ----------------- | --------------------- | ---------------- |
| 1.  | November 1998    | Le Havre       | ITF $10.000 | Sand              | Céline Beigbeder      | 1:6, 6:4, 6:3    |
| 2.  | Juli 2000        | Mont-de-Marsan | ITF $25.000 | Sand              | Dally Randriantefy    | 6:2, 6:3         |
| 3.  | Mai 2004         | Catania        | ITF $25.000 | Sand              | Kathrin Wörle         | 6:4, 6:72, 6:2   |
| 4.  | April 2005       | Valencia       | ITF $25.000 | Sand              | Anna Floris           | 6:3, 6:0         |
| 5.  | September 2005   | Bordeaux       | ITF $75.000 | Sand              | Ljudmila Skawronskaja | 6:1, 6:2         |
| 6.  | Oktober 2006     | Biella         | ITF $50.000 | Sand              | Tathiana Garbin       | 7:5, 3:1 Aufgabe |
| 7.  | Oktober 2006     | Saint-Raphaël  | ITF $50.000 | Hartplatz         | Youlia Fedossova      | 7:65, 6:74, 6:1  |
| 8.  | 13. Juli 2014    | Gatineau       | ITF $25.000 | Hartplatz         | Françoise Abanda      | 6:3, 3:6, 6:3    |
| 9.  | 9. November 2014 | Équeurdreville | ITF $25.000 | Hartplatz (Halle) | Anhelina Kalinina     | 5:2 Aufgabe      |

### Doppel
| Nr. | Datum            | Turnier          | Kategorie     | Belag     | Partnerin           | Finalgegnerinnen                                 | Ergebnis         |
| --- | ---------------- | ---------------- | ------------- | --------- | ------------------- | ------------------------------------------------ | ---------------- |
| 1.  | Mai 2004         | Catania          | ITF $25.000   | Sand      | Virginie Razzano    | Marija Korytzewa Nadseja Astrouskaja             | 6:2, 6:1         |
| 2.  | April 2005       | Valencia         | ITF $25.000   | Sand      | Kildine Chevalier   | Rosa María Andrés Arantxa Parra Santonja         | 4:6, 7:65, 6:2   |
| 3.  | September 2006   | Bordeaux         | ITF $75.000   | Sand      | Julia Schruff       | Kyra Nagy Jasmin Wöhr                            | 7:64, 7:5        |
| 4.  | Juli 2008        | Contrexéville    | ITF $50.000   | Sand      | Aurélie Védy        | Erica Krauth Hanna Nooni                         | 6:4, 6:4         |
| 5.  | März 2009        | Jersey           | ITF $25.000   | Hartplatz | Maria Elena Camerin | Youlia Fedossova Virginie Pichet                 | 6:4, 6:2         |
| 6.  | Oktober 2009     | Saint-Raphaël    | ITF $50.000   | Hartplatz | Claire Feuerstein   | Margalita Tschachnaschwili Sílvia Soler Espinosa | 7:64, 7:5        |
| 7.  | Mai 2010         | Saint-Gaudens    | ITF $50.000+H | Sand      | Claire Feuerstein   | Olha Sawtschuk Nastassja Jakimawa                | 6:2, 6:4         |
| 8.  | Juni 2010        | Zlin             | ITF $50.000+H | Sand      | Eva Birnerová       | Tereza Hladíková Michaela Pochabová              | 7:5, 4:6, [10:6] |
| 9.  | September 2010   | Saguenay         | ITF $50.000   | Hartplatz | Jorgelina Cravero   | Heidi El Tabakh Rebecca Marino                   | 6:3, 6:4         |
| 10. | April 2011       | Osprey (Florida) | ITF $25.000   | Sand      | Alexa Glatch        | María Irigoyen Erika Sema                        | 4:6, 7:5, [10:7] |
| 11. | Juli 2011        | Toruń            | ITF $50.000+H | Sand      | Tatjana Malek       | Edina Gallovits-Hall Andreja Klepač              | 6:2, 7:5         |
| 12. | November 2011    | Nantes           | ITF $50.000+H | Hartplatz | Kristina Mladenovic | Julie Coin Eva Hrdinová                          | 6:0, 6:4         |
| 13. | 15. Juni 2013    | Nottingham       | ITF $50.000   | Rasen     | Julie Coin          | Julia Glushko Erika Sema                         | 6:2, 6:4         |
| 14. | Oktober 2014     | Joué-lès-Tours   | ITF $50.000   | Hartplatz | Amandine Hesse      | Alberta Brianti Maria Elena Camerin              | Disqualifikation |
| 15. | 11. April 2015   | Barnstaple       | ITF $25.000   | Hartplatz | Ana Vrljić          | Naomi Broady Jekaterina Bytschkowa               | 6:2, 5:7, [10:7] |
| 16. | 10. Oktober 2015 | Kirkland         | ITF $50.000   | Hartplatz | Mandy Minella       | Lesley Kerkhove Arantxa Rus                      | 6:4, 4:6, [10:4] |

## Abschneiden bei Grand-Slam-Turnieren

### Einzel
| Turnier         | 1999 | 2000 | 2001 | 2002 | 2003 | 2004 | 2005 | 2006 | 2007 | 2008 | 2009 | 2010 | 2011 | 2012 | 2013 | 2014 | 2015 | 2016 | Karriere |
| --------------- | ---- | ---- | ---- | ---- | ---- | ---- | ---- | ---- | ---- | ---- | ---- | ---- | ---- | ---- | ---- | ---- | ---- | ---- | -------- |
| Australian Open | —    | Q2   | Q1   | Q1   | 2    | 1    | 1    | 1    | 1    | Q1   | Q1   | Q2   | Q1   | 2    | 2    | Q2   | 1    | Q2   | 2        |
| French Open     | 1    | 2    | 1    | 1    | 2    | 2    | 1    | 1    | 1    | 1    | 1    | 1    | 1    | 2    | 1    | Q1   | Q1   | Q2   | 2        |
| Wimbledon       | —    | —    | 1    | 1    | 1    | 2    | 2    | 1    | Q3   | 1    | 1    | —    | 1    | 2    | Q2   | —    | Q2   | —    | 2        |
| US Open         | —    | —    | —    | 3    | 1    | 2    | 1    | 1    | Q3   | Q3   | Q1   | Q1   | 1    | 1    | Q2   | Q2   | Q1   | —    | 3        |

Zeichenerklärung: S = Turniersieg; F, HF, VF, AF = Einzug ins Finale / Halbfinale / Viertelfinale / Achtelfinale; 1, 2, 3 = Ausscheiden in der 1. / 2. / 3. Hauptrunde; Q1, Q2, Q3 = Ausscheiden in der 1. / 2. / 3. Runde der Qualifikation; n. a. = nicht ausgetragen

### Doppel
| Turnier         | 1999 | 2000 | 2001 | 2002 | 2003 | 2004 | 2005 | 2006 | 2007 | 2008 | 2009 | 2010 | 2011 | 2012 | 2013 | 2014 | 2015 | 2016 | Karriere |
| --------------- | ---- | ---- | ---- | ---- | ---- | ---- | ---- | ---- | ---- | ---- | ---- | ---- | ---- | ---- | ---- | ---- | ---- | ---- | -------- |
| Australian Open | —    | —    | —    | —    | —    | 1    | —    | AF   | 1    | 2    | —    | —    | —    | 2    | 1    | —    | —    | —    | AF       |
| French Open     | 1    | 2    | 1    | 2    | 1    | 1    | 1    | 1    | 2    | 1    | 1    | 1    | 1    | 2    | 1    | 1    | 2    | 1    | 2        |
| Wimbledon       | —    | —    | —    | —    | —    | —    | —    | 1    | 2    | 1    | —    | —    | —    | 2    | 2    | —    | —    | —    | 2        |
| US Open         | —    | —    | —    | —    | —    | —    | 1    | —    | VF   | AF   | —    | —    | —    | 1    | —    | —    | —    | —    | VF       |

### Mixed
| Turnier         | 2005 | 2006 | 2007 | 2008 | 2009 | 2010 | 2011 | 2012 | 2013 | 2014 | 2015 | Karriere |
| --------------- | ---- | ---- | ---- | ---- | ---- | ---- | ---- | ---- | ---- | ---- | ---- | -------- |
| Australian Open | —    | —    | —    | —    | —    | —    | —    | —    | —    | —    | —    | —        |
| French Open     | 1    | 1    | —    | 1    | —    | —    | —    | AF   | 1    | 1    | 1    | AF       |
| Wimbledon       | —    | —    | —    | —    | —    | —    | —    | —    | —    | —    | —    | —        |
| US Open         | —    | —    | —    | —    | —    | —    | —    | —    | —    | —    | —    | —        |